# Lantosan I
Lantosan I is een bestuurslaag in het regentschap Padang Lawas Utara van de provincie Noord-Sumatra, Indonesië. Lantosan I telt 1405 inwoners (volkstelling 2010).